# Phaonia cincta
Phaonia cincta este o specie de muște din genul Phaonia, familia Muscidae. A fost descrisă pentru prima dată de Zetterstedt în anul 1846. Conform Catalogue of Life specia Phaonia cincta nu are subspecii cunoscute.